# Vassili Sokolov (football)
Pour les articles homonymes, voir Vassili Sokolov et Sokolov.
Vassili Nikolaïévitch Sokolov (en russe : Василий Николаевич Соколов) est un footballeur et entraîneur de football soviétique né le 30 janvier 1912 (12 février 1912 dans le calendrier grégorien) à Iartsevo et mort le 3 juillet 1981 à Moscou.

## Biographie

### Carrière de joueur
Natif de Iartsevo, Vassili Sokolov démarre la pratique du football au niveau amateur dans cette même ville et évolue pour le club du Jeldor de 1929 à 1931 puis pour l'équipe de l'usine de mécanique locale entre 1932 et 1933. Partant l'année suivante à Smolensk, il intègre alors l'équipe du DKA avec qui il prend notamment part à la première édition de la Coupe d'Union soviétique durant l'été 1936, jouant à cette occasion deux matchs contre l'Energia Moscou puis le Krasnaïa Zaria Léningrad. Durant cette même année, il intègre brièvement les rangs du CDKA Moscou avec qui il joue un match dans le championnat de première division le 30 octobre 1936 contre le Spartak Moscou avant de revenir à Smolensk. Il passe par la suite la saison 1937 au quatrième échelon.
Au début de l'année 1938, Sokolov est recruté par le Spartak Moscou et s'y impose très rapidement comme titulaire, jouant 23 des 25 matchs de la saison 1938 et contribuant à la victoire du club en championnat. Il réalise dans la foulée le doublé en remportant également la Coupe la même année. Il réitère cette performance l'année suivante, gagnant une nouvelle fois ces deux trophées en jouant la quasi-totalité des matchs. Durant la Seconde Guerre mondiale, il rejoint brièvement le Krylia Sovetov Moscou mais revient très rapidement au Spartak avec qui il évolue dans les championnats de guerre.
Durant les années suivant la guerre, Sokolov continue d'être un titulaire régulier pour le club tout au long de la fin des années 1940, portant régulièrement le brassard de capitaine et prenant part aux succès du Spartak dans la coupe nationale, avec trois nouvelles victoires en 1946, 1947 et 1950, pour une finale perdue en 1948. Il finit par prendre sa retraite à l'issue de la saison 1951 à l'âge de 39 ans.

### Carrière d'entraîneur
Dès la fin de sa carrière de joueur, Vassili Sokolov est appelé à diriger le Spartak Moscou dont il devient l'entraîneur en début d'année 1952. Pour sa première saison, il parvient à remporter le championnat et à atteindre la finale de la Coupe d'Union soviétique, finalement perdue face au Torpedo Moscou. Il remporte ensuite un deuxième titre de champion d'affilée à l'issue de la saison 1953 avant de finir vice-champion en 1954. Lors de cette dernière année, il est brièvement appelé à la tête de la sélection soviétique qu'il dirige lors de deux matchs amicaux face à la Suède le 9 août (victoire 7-0) puis la Hongrie le 26 septembre (match nul 1-1).
En mauvaises relations avec ses joueurs, il finit par quitter ses fonctions au Spartak à la fin de l'année 1954. Il doit par la suite attendre un peu moins de trois ans pour retrouver un poste à la tête du Spartak Minsk, qu'il dirige entre août et décembre 1957 mais ne peut sauver de la relégation en fin de saison. Malgré cet échec, il prend la direction du Dinamo Tbilissi pour l'exercice 1958, amenant le club à la neuvième place du championnat avant de rejoindre le Chakhtior Donetsk, d'abord comme chef d'équipe au mois d'août 1959 puis comme entraîneur principal entre mai et juin 1960.
Au mois d'octobre, Sokolov prend la tête du Moldova Kichinev, qui avait fini dernier du championnat 1960 mais sans être relégué. Dirigeant par la suite l'équipe pendant près de trois saisons, il parvient à la maintenir dans l'élite durant toute cette période avant de s'en aller en septembre 1963. Il travaille ensuite comme entraîneur dans les équipes de jeunes de la sélection soviétique.
En juillet 1964, il quitte l'Union soviétique pour rallier la République du Congo où il entraîne la sélection nationale pendant un an jusqu'en juillet 1965. Il revient durant ce dernier mois au pays pour prendre la tête du Neftchi Bakou, là encore pour une année avant de s'en aller en juillet 1966. Sokolov fait ensuite son retour en Afrique entre 1969 et mai 1970 en dirigeant la sélection nationale tchadienne avant de retrouver le banc du Nistru Kichinev en deuxième division jusqu'à fin de l'année 1971.
Se retirant par la suite du football, il meurt une dizaine d'années plus tard à Moscou le 3 juillet 1981 à l'âge de 69 ans.

## Statistiques de joueur
| Saison                | Club                  | Championnat           | Championnat | Championnat | Coupe(s) nationale(s) | Coupe(s) nationale(s) | Total | Total |
| Saison                | Club                  | Division              | M.          | B.          | M.                    | B.                    | M.    | B.    |
| 1936                  | DKA Smolensk          | -                     | -           | -           | 2                     | 0                     | 2     | 0     |
| 1936                  | CDKA Moscou           | D1                    | 1           | 0           | -                     | -                     | 1     | 0     |
| 1937                  | DKA Smolensk          | D4                    | 11          | 0           | 1                     | 0                     | 12    | 0     |
| Sous-total            | Sous-total            | Sous-total            | 12          | 0           | 3                     | 0                     | 15    | 0     |
| 1938                  | Spartak Moscou        | D1                    | 23          | 0           | 3                     | 0                     | 26    | 0     |
| 1939                  | Spartak Moscou        | D1                    | 25          | 0           | 6                     | 0                     | 31    | 0     |
| 1940                  | Spartak Moscou        | D1                    | 21          | 0           | -                     | -                     | 21    | 0     |
| 1941                  | Spartak Moscou        | D1                    | 9           | 0           | -                     | -                     | 9     | 0     |
| 1944                  | Spartak Moscou        | -                     | -           | -           | 3                     | 0                     | 3     | 0     |
| 1945                  | Spartak Moscou        | D1                    | 22          | 0           | -                     | -                     | 22    | 0     |
| 1946                  | Spartak Moscou        | D1                    | 22          | 0           | 2                     | 0                     | 24    | 0     |
| 1947                  | Spartak Moscou        | D1                    | 24          | 1           | 5                     | 0                     | 29    | 1     |
| 1948                  | Spartak Moscou        | D1                    | 26          | 0           | 4                     | 0                     | 30    | 0     |
| 1949                  | Spartak Moscou        | D1                    | 28          | 0           | 2                     | 0                     | 30    | 0     |
| 1950                  | Spartak Moscou        | D1                    | 35          | 1           | 4                     | 0                     | 39    | 1     |
| 1951                  | Spartak Moscou        | D1                    | 27          | 0           | 5                     | 0                     | 32    | 0     |
| Sous-total            | Sous-total            | Sous-total            | 262         | 2           | 34                    | 0                     | 296   | 2     |
| Total sur la carrière | Total sur la carrière | Total sur la carrière | 274         | 2           | 37                    | 0                     | 311   | 2     |

## Palmarès
| Spartak Moscou - Championnat d'Union soviétique (2) : - Champion : 1938 et 1939. - Coupe d'Union soviétique (5) : - Vainqueur : 1938, 1939, 1946, 1947 et 1950 - Finaliste : 1948. |  | Spartak Moscou - Championnat d'Union soviétique (2) : - Champion : 1952 et 1953. - Coupe d'Union soviétique : - Finaliste : 1952. |